# Desaparición de Damien Nettles
Damien Nettles (nacido el 21 de junio de 1980) fue un adolescente británico que desapareció en la ciudad de Cowes, en la isla de Wight, en noviembre de 1996, cuando tenía 16 años, durante una noche de fiesta. La investigación del caso llevó al arresto de cinco hombres en 2011, aunque no se presentaron cargos.

## Fondo
Damien Nettles nació el 21 de junio de 1980. Tenía una hermana, Sarah. Le encantaba la banda Nirvana y a menudo calzaba botas Doc Martens. La noche de su desaparición vestía pantalones vaqueros y un jersey polar negro.

## Desaparición
El 2 de noviembre de 1996 Nettles planeaba ir a una fiesta con su amigo Chris Boon, que vivía en East Cowes, por lo que su padre lo llevó allí. Tras pasar un tiempo allí, se fueron a comprar sidra. Nettles fue, sin embargo, visto salir de la fiesta con una cámara negra, que nunca ha sido encontrada. Nettles luego viajó de regreso a West Cowes a través del ferry con Chris. Una vez de vuelta en West Cowes, Nettles entró en "Yorkies", un negocio de fish and chips ubicado en High Street, pero se fue sin pedir nada. A continuación, hizo intentos de entrar en los pubs, pero sus esfuerzos fracasaron. Esto hizo que los dos amigos se separaran por la noche en Northwood Park, y Chris se dirigió a casa. Nettles volvió a High Street, compró patatas fritas en "Yorkies" y fue visto más tarde tambaleándose hasta pasada la medianoche.
Un testigo recuerda que Nettles intentaba abrir las puertas de un Ford Fiesta azul. Esta persona afirmó que esto sucedió en torno a las 23:15, y que tuvo lugar en el aparcamiento del pub Harbour Lights. Después de esto, otro testigo situó a Nettles en una parada de autobús cerca de uno de los supermercados The Co-operative Group. Aquí entró en un autobús, pero salió poco después de hablar con el conductor. Al parecer, intentó hacer una foto al conductor con la cámara que llevaba encima. Se dice que dio las gracias al conductor en el momento de salir del autobús. Un tercer testigo estaba esperando en su coche a que su hijo fuera dejado por otro autobús. Mientras esperaban, afirman que una persona que coincidía con la descripción de Nettles estaba comiendo patatas fritas, acurrucado con los brazos y las piernas pegados al cuerpo. El testigo afirma que la figura se le acercó y le dijo: "Nos están vigilando", antes de limpiar la lluvia de la ventanilla del coche y marcharse hacia High Street.

## Investigación
Numerosas personas que vieron a Nettles la noche de su desaparición afirmaron que parecía como si hubiera estado muy borracho y posiblemente algo confuso. También se alegó que un traficante de drogas llamado Bunny Iles le había vendido drogas a Nettles. Una exnovia suya, Abbie Scott, reveló que creía que había algunos aspectos de su vida que estaba manteniendo en secreto, y llegó a decir que podría haber estado involucrado en las drogas, aunque ella no estaba del todo segura. Sin embargo, no fue posible verificar completamente todas las declaraciones de testigos de la noche de la desaparición, ya que la policía afirmó que algunas de las imágenes de cámaras de seguridad de la calle principal en las que podría aparecer él, se habían perdido.
En 2011, la policía de Hampshire había realizado ocho detenciones por conspiración de asesinato. Todas estas personas fueron puestas en libertad y nadie fue acusado. El 1 de noviembre de 2011 se llevaron a cabo dos detenciones en Cowes como sospechosos de conspirar para asesinar después de que la policía recibiera información. Los sospechosos eran un hombre de 44 años y una mujer de 35 años. Ambos fueron interrogados mientras estaban bajo custodia y vinculados a una dirección en Marsh Road, en Gurnard (Isla de Wight), que fue registrada por la policía con la esperanza de encontrar a Nettles, o cualquier prueba relacionada con el caso.
Antes de esto, en mayo de 2011, se habían realizado cinco detenciones por sospecha de asesinato. Entre ellos había un hombre de Sandown (Isla de Wight), de 48 años, una persona de Cowes, de 45 años, otra de Newport, de 50 años, una de Ryde, de 37 años, y un último sujeto de Gravesend (Kent), de 40 años. Todos quedaron en libertad bajo fianza. En julio de 2011 también se practicó una sexta detención, un hombre de East Cowes, de 38 años. También fue puesto en libertad. En octubre de 2013, la Policía de Hampshire ofrecía una recompensa de 20 000 libras durante 6 meses. A pesar de recibir 30 cuentas de información durante este período, las autoridades todavía no estaban más cerca de resolver el misterio del paradero de Nettles. A pesar de las súplicas de la familia, la recompensa no se amplió.
El 25 de julio de 2016, una serie de la BBC Three, Unsolved: The Boy Who Disappeared, se emitió sobre el caso.
La familia de Nettles se dio cuenta de que su hijo podría haber sido grabado por un circuito cerrado de televisión mientras se encontraba en High Street, en Cowes, por lo que buscaron a los propietarios de las cámaras, que pertenecían a una organización local. Tras avisar a las autoridades, Nettles fue localizado en las imágenes. Sin embargo, su madre, tras visionarla, informó a la policía de que la persona que aparecía en la grabación y que ellos creían que era su hijo, en realidad no era él. Sin embargo, localizó a su hijo en la película, que captó los últimos movimientos de Nettles, en los que se le veía solo, comiendo sus patatas fritas, caminando por la calle vacía justo después de medianoche. Este fue el último momento en que la madre de Nettles vio a su hijo con vida. Al cabo de un tiempo, la policía perdió la grabación. En 2005, la madre de Nettles presentó una queja ante la Comisión Independiente de Quejas contra la Policía por esta pérdida y por la forma en que se había tratado el caso de su hijo. Recibió una respuesta en la que se le informaba de que el incidente relativo al agente responsable de la pérdida de las cintas ya había sido resuelto.
Se ha afirmado que la madre de Nettles ha transmitido lo descorazonada que se encontraba por la gestión del caso por parte de la policía. Se han perdido pruebas y no se han conservado los registros, lo que ha obstaculizado cualquier posible avance del caso. El registro de llamadas efectuadas a la policía la noche de la desaparición de Nettles ya no existe, y los registros que detallaban qué agentes estaban de servicio esa noche se perdieron. Sin embargo, el caso sigue abierto. Otras críticas a la gestión de la investigación se refieren a las solicitudes de búsqueda por tierra y aire, que fueron rechazadas, y al error cometido por la policía, que inicialmente clasificó a Nettles como adulto desaparecido en lugar de joven desaparecido. Su objetivo era convencer a la policía de que excavara en Parkhurst Forest y Gurnard, ya que se afirmaba que los restos de Nettles podrían estar enterrados allí. Sin embargo, la policía declinó esta petición por considerar que las afirmaciones que se les habían hecho procedían de fuentes poco fiables.
Surgieron teorías de que Nettles se cayó al mar tras su noche de juerga, pero su madre descarta estas suposiciones. Está convencida de que fue víctima de una banda de narcotraficantes. Reveló que, a pesar de la reputación de Cowes, hay gente que se dedica a suministrar drogas a otros.
En marzo de 2002, se pasó el caso al departamento de delitos graves de la Policía de Hampshire, y los detalles de la investigación se introdujeron en el sistema informático de Holmes.
Fue en ese momento cuando un informante, que en la década de 1990 estaba relacionado con un traficante de drogas local llamado Nicky McNamara, afirmó haber contado a la policía lo que le había ocurrido a Nettles. En 2010, el informante se dirigió a la madre de Nettles al considerar que no se había tomado ninguna medida en relación con sus afirmaciones. El informante le dijo que McNamara se enfadó con Nettles mientras discutían sobre drogas, lo que provocó que McNamara le diera involuntariamente un puñetazo mortal. El informante afirmó que el cuerpo fue ocultado durante tres semanas en un antro de drogas y posteriormente enterrado en Cowes. La policía investigó, organizó registros y efectuó detenciones después de que la madre de Nettles les transmitiera la información, pero llegó a la conclusión de que el informador no era de fiar.
A lo largo de los años han surgido otros rumores, pero el que implica a McNamara es uno de los que ha persistido. McNamara murió en 2002 de una sobredosis de heroína, y fue entonces cuando surgieron rumores que sugerían que estaba implicado. Se afirmó que McNamara confesó en su lecho de muerte su implicación en la desaparición de Nettles.
A pesar de las numerosas investigaciones realizadas, las numerosas campañas y la producción de documentales en busca de una resolución, su paradero sigue siendo un misterio.